# Таташвили, Владимир Владимирович
Владимир Владимирович Таташвили (4 июля 1979, Ленинград, Ленинградская область, РСФСР,  СССР — 31 декабря 1999, Харачой, Веденский район, Чечня) — российский военнослужащий, сержант морской пехоты ВМФ, командир отделения десантно-штурмового взвода 2-й десантно-штурмовой роты 876-го отдельного десантно-штурмового батальона 61-й отдельной Киркенесской Краснознаменной бригады морской пехоты Краснознамённого Северного флота, Герой Российской Федерации.

## Биография
Родился 4 июля 1979 года в городе Ленинграде. Окончил среднюю школу № 264 Санкт-Петербурга. Пытался поступить в Государственную морскую академию имени С. О. Макарова в Санкт-Петербурге, но не прошёл по состоянию здоровья.
В ноябре 1997 года был призван на срочную службу в Российскую Армию. Службу проходил в 61-й отдельной бригаде морской пехоты Северного флота.
В сентябре 1999 года в составе подразделения убыл в командировку на Северный Кавказ. Морские пехотинцы выполняли задачи по охране объектов, выезжали по тревоге. Сержант Владимир Таташвили был своего рода нештатным начальником штаба роты: вёл ротную и боевую документацию, наносил на карты тактическую обстановку, отрабатывал боевые распоряжения и имел беспрепятственный доступ на командно-наблюдательный пункт батальона. Со своими обязанностями справлялся успешно, был награждён медалью Суворова. После приказа о демобилизации задержался в части, передавал опыт вновь прибывшим бойцам.
31 декабря 1999 года 2-я десантно-штурмовая рота под командованием капитана Милашевича находилась на высоте 1406 в районе населенного пункта Харачой. В 8.30 позиции морских пехотинцев были атакованы боевиками. В ходе тяжелого, ожесточенного боя погиб командир роты, а затем — принявший командование лейтенант Юрий Курягин. Сержант Таташвили взял командование подразделением на себя. Он быстро и умело организовал оборону, грамотно распределил имевшиеся огневые средства и со своими товарищами упорно держал оборону. Уже получив ранения, продолжал командовать подразделением до тех пор, пока его, бесчувственного, не оттащили с огневой позиции. Погиб при отражении очередной атаки на высоту.
Благодаря смелым и решительным действиям, мужеству и героизму капитана Милашевича, лейтенанта Курягина, сержанта Таташвили стратегически важная высота осталась под контролем десантно-штурмового батальона морской пехоты. Морские пехотинцы потеряли 13 человек, двое были ранены. По данным радиоперехвата, потери бандитов составили до 50 убитых и большое количество раненых.
Указом Президента Российской Федерации № 565 от 24 марта 2000 года за мужество и героизм, проявленные при выполнении воинского долга в Северо-Кавказском регионе сержанту Таташвили Владимиру Владимировичу присвоено звание Героя Российской Федерации (посмертно).
Похоронен в городе Санкт-Петербурге на Большеохтинском кладбище.

## Память
- Сержант В. В. Таташвили навечно занесен в списки личного состава 2-й десантно-штурмовой роты 61-й бригады морской пехоты Северного флота.
- На высоте, где был его последний бой, установлен обелиск.
- В 2011 году по инициативе ветеранов морской пехоты в школе № 153 установлена мемориальная доска Таташвили В. В. День памяти Героя России в школе проводится в ноябре.
- 22 февраля 2018 года на фасаде школе № 264 установлена мемориальная доска Таташвили В. В.
- 7 мая 2018 года школе № 153 присвоили имя Героя Российской Федерации Владимира Таташвили[2].
- В 2019 году по инициативе Муниципального образования «Лиговка-Ямская» был снят фильм посвящённый Таташвили В. В.[источник не указан 657 дней]